# هانری هاکینن
هانری هاکینن (انگلیسی: Henri Häkkinen؛ زادهٔ ۱۶ ژوئن ۱۹۸۰) تیرانداز اهل فنلاند است.